# ルーカス・ドン
ルーカス・ドン（Lukas Dhont, 1991年6月11日オランダ語: [ˈlykɑz ˈdɔnt] - ）は、ベルギーの映画監督・脚本家。

## 来歴
2012年から短編映画を中心に映画制作を始め、2018年にプロのバレリーナを目指すトランスジェンダーの女性を描いた『Girl/ガール』で長編映画監督デビューを果たす。本作品は第71回カンヌ国際映画祭ある視点部門に出品され、批評家の間ではトランスジェンダーや自傷行為の描写に関して賛否両論を巻き起こしたものの、新人監督賞に当たるカメラ・ドールを受賞。更に第91回アカデミー賞でも外国語映画賞部門にベルギー代表として出品された。
2022年、長編映画2作目となる『CLOSE/クロース』でカンヌ国際映画祭 グランプリを受賞し、第95回アカデミー賞ではアカデミー国際長編映画賞（旧外国語映画賞部門）にベルギー代表として2作品連続で出品され、本選ノミネートを得た。

## 監督作品
- Girl/ガール Girl（2018年）
- CLOSE/クロース Close（2022年）